# Gmelin
Gmelin är en vittutgrenad tysk släkt från Württemberg.

## Ett urval personer i släkten
- Johann Georg Gmelin d.ä. (1674–1728)
- Johann Georg Gmelin d.y. (1709–1755)
- Philipp Friedrich Gmelin (1721–1768)
- Samuel Gottlieb Gmelin (1743–1774)
- Johann Friedrich Gmelin (1748–1804)
- Wilhelm Friedrich Gmelin (1760–1820)
- Karl Christian Gmelin (1762–1837)
- Ferdinand Gottlieb von Gmelin (1782–1848)
- Leopold Gmelin (1788–1853)
- Christian Gottlob Gmelin (1792–1860)